# 本島萵苣
本島萵苣（學名：Lactuca sativa var. sativa），又稱臺灣萵苣、臺灣萵菜、油麦菜，臺語俗稱鴨菜、萵菜或萵仔菜，或寫作A菜，
一年或二年生草本，為臺灣常見蔬菜，葉味略苦；株心清甜爽脆，在台灣稱「菜心」，有別於廣東地區稱油菜為菜心。屬於不結球萵苣的品種之一。
英文翻譯為 A-choy， 偶爾譯作Taiwanese A-Choy。

## 簡介
萵苣原產於地中海沿海、亞洲北部及非洲等地，台灣則是在日治時期引進種植，主要產地在花蓮、雲林、嘉義、彰化、桃園等地。幾乎一年四季皆可生產，是市場上很常見的蔬菜。因為帶有苦味，以前多被用來餵養鴨和鵝。

### 特徵
鬚根細，莖短縮，有乳汁，葉互生，長橢圓形至披針形，全緣至羽狀深裂，基部具披針形葉耳，抱莖，味微苦或無，頭狀花序， 花黃色。

## 名稱
臺語萵仔菜的發音有兩種：一為，另一則為。後者首音與英文字母的發音相近，因而被轉寫為A菜，並廣為流傳。
在港澳及廣州地區，臺灣萵菜被稱為油麥菜（大陸地區亦稱油蕒、香水生菜），然而在台灣，油麥菜指的是「福山萵苣」（嫩葉萵苣、「大陸萵」（tāi-lio̍k-e)）。

## 種植
一個半月就能收成，亦適合在家種植。採收時只需摘取較大的葉片，它就會繼續成長，可重複採收多次。